# Себекхотеп IV
Себекхотеп IV — давньоєгипетський фараон з XIII династії.

## Життєпис
Був братом Неферхотепа I і Сагатора.
Значно зміцнив центральну владу над усім Єгиптом. Утім, попри це, його вплив на півдні навряд чи міг поширитись до острова Арко (вище 3-го нільського порогу). Його статуя в натуральний зріст, що знайдена на тому острові, була, імовірно, перевезена туди з Єгипту якимось пізнішим нубійським правителем.
Про розмах будівництва Себекхотепа IV свідчать написи в Карнацькому храмі. Кілька його статуй було знайдено в Дельті.